# Slade Jarman
Slade Jarman (Pensacola, ...) è un giocatore di football americano statunitense che milita nel ruolo di quarterback nei Carlstad Crusaders.